# Пилотируемые полёты по программе «Интеркосмос»

Логотип программы «Интеркосмос»

Пилотируемые полёты по программе «Интеркосмос» — космические полёты международных экипажей, осуществлявшиеся в рамках программы «Интеркосмос» на советских космических кораблях и орбитальных станциях. В состав экипажей в этих полётах входили космонавты-исследователи из различных стран-участниц программы. Отбор космонавтов-исследователей производился национальными комиссиями, а подготовка производилась в ЦПК им. Ю. А. Гагарина по программе, основанной на упрощенной программе подготовки бортинженеров космических кораблей «Союз». В 1978—1988 годах в рамках программы «Интеркосмос» состоялось 14 международных полётов на кораблях «Союз» и орбитальных станциях «Салют» и «Мир».

## История
В 1967 году была принята совместная программа работ по исследованию и освоению космического пространства в мирных целях, в которую вошли 9 социалистических стран: Болгария, Венгрия, ГДР, Куба, Монголия, Польша, Чехословакия, Румыния и Советский Союз. В рамках этой программы Советский Союз предоставлял возможность безвозмездной установки на свою космическую технику научной аппаратуры стран-участниц. Другие участники обеспечивали создание научных приборов и проведение интересующих их экспериментов. Доступ к результатам экспериментов имели все участники программы. В программу был включен широкий круг тем по космической физике, метеорологическим исследованиям, космической деятельности в области связи, биологии и медицины. С 1968 года совместные космические исследования проводились как на советских спутниках серии «Интеркосмос» и геофизических ракетах «Вертикаль», специально построенных для международной программы, так и на космических аппаратах, запускаемых Советским Союзом в рамках своих программ. В 1970 году за программой совместных космических исследований было официально закреплено название «Интеркосмос». В 1976 году был принят план дальнейшего развития программы «Интеркосмос», включавший международные пилотируемые полёты в 1978—1983 годах. Было решено, что командирами принимающих участие в пилотируемой программе экипажей будут лётчики-космонавты СССР, а космонавтами-исследователями — граждане НРБ, ВНР, ГДР, Кубы, МНР, ПНР, СРР и ЧССР. В 1979 году к программе пилотируемых полётов присоединился Вьетнам. Первые совместные полёты были намечены на 1978 год, в них планировалось участие граждан ГДР, ПНР и ЧССР — стран, уже имевших большой опыт в подготовке совместных экспериментов по программе «Интеркосмос» и способных быстро разработать программы исследований для своих космонавтов.
В ряде источников приводится мнение, что решение о совместных пилотируемых полётах в рамках программы «Интеркосмос» было своеобразным ответом на объявление в июле 1976 года о планах США предоставить возможность иностранным, в первую очередь западноевропейским, астронавтам принять участие в полётах по готовившейся программе Space Shuttle.
В 1978 году первые космонавты-исследователи программы «Интеркосмос» приняли участие в трёх экспедициях посещения станции «Салют-6». В 1979—1981 годах в космических полётах на станцию «Салют-6» приняли участие граждане остальных стран, входивших в программу. С 1982 года программа международных пилотируемых полётов была расширена, в ней приняли участие космонавты из Франции, Индии, Сирии и Афганистана, а также состоялся полёт второго болгарского космонавта. Последний пилотируемый полёт по программе «Интеркосмос» состоялся на станцию «Мир» в августе 1988 года. Практически все последующие международные полёты на станцию «Мир» осуществлялись на коммерческой основе, по двусторонним соглашениям, заключаемых Главкосмосом.

## Научная программа
Современные источники отмечают, что пилотируемые полёты по программе «Интеркосмос» имели в первую очередь политическое и пропагандистское значение, а научные исследования играли в них второстепенную роль и имели приоритет ниже, чем программа работы основных экипажей орбитальных станций. Но в то же время научная программа совместных полётов была достаточно обширной, а её практические результаты страны-участницы старались максимально использовать в своём народном хозяйстве. Исследования, выполнявшиеся международными экипажами, являлись продолжением работ по программе «Интеркосмос» и, кроме общей для всех экипажей части, включали эксперименты, специально подготовленные для космонавтов научными организациями их стран. Около половины экспериментов программы относились к области космической биологии и медицины, треть программы была посвящена изучению и картографированию Земли из космоса, остальные исследования проводились в основном в области астрофизики, физики космического пространства и космического материаловедения. 
Во всех совместных полётах проводились исследования психологического и физического состояния космонавтов и их связи с организацией работы и досуга (эксперименты «Опрос», «Анкета», комплексные обследования с помощью различной медицинской аппаратуры). По специально разработанным странами-участницами программам изучались различные аспекты работы человеческого организма в условиях космического полёта. В биологических экспериментах изучалось влияние невесомости на развитие простейших организмов и высших растений и на формирование простых экосистем. В экспериментах по изучению Земли из космоса проводилась съёмка поверхности Земли мультиспектральной камерой МКФ-6М, топографической камерой КАТЭ-140, спектрометрическими приборами и различными переносными кино- и фотокамерами; наблюдение за биосферными процессами, изучение атмосферы Земли и процессов в верхней атмосфере, связанных с магнитосферно-ионосферным взаимодействием. Физические эксперименты включали наблюдение за полярными сияниями, изучение космических лучей, межпланетной среды и оптических свойств верхней атмосферы. В исследованиях по космическому материаловедению в условиях микрогравитации проводились эксперименты по изучению фазовых переходов и диффузии при отсутствии конвекции, выращиванию монокристаллов, и получению новых веществ.

## Космонавты-исследователи программы «Интеркосмос»
| Космонавты-исследователи программы «Интеркосмос» | Космонавты-исследователи программы «Интеркосмос» | Космонавты-исследователи программы «Интеркосмос» | Космонавты-исследователи программы «Интеркосмос» | Космонавты-исследователи программы «Интеркосмос» | Космонавты-исследователи программы «Интеркосмос» | Космонавты-исследователи программы «Интеркосмос» | Космонавты-исследователи программы «Интеркосмос» | Космонавты-исследователи программы «Интеркосмос» |
| №                                                | Дата запуска                                     | Фото                                             | Космонавт                                        | Дублёр                                           | Страна                                           | Корабль                                          | Программа полёта | Логотип миссии                                   |
| 1978—1981 годы                                   | 1978—1981 годы                                   | 1978—1981 годы                                   | 1978—1981 годы                                   | 1978—1981 годы                                   | 1978—1981 годы                                   | 1978—1981 годы                                   | 1978—1981 годы | 1978—1981 годы                                   |
| ------------------------------------------------ | ------------------------------------------------ | ------------------------------------------------ | ------------------------------------------------ | ------------------------------------------------ | ------------------------------------------------ | ------------------------------------------------ | --- | ------------------------------------------------ |
| 1                                                | 02-03-1978                                       |                                                  | Владимир Ремек                                   | Олдржих Пелчак                                   | Чехословакия (ЧССР)                              | Союз-28                                          | Экспедиция посещения станции «Салют-6». Командир экипажа — А. А. Губарев. Стыковка со станцией 03-03-1978, возвращение на Землю 10-03-1978. Эксперимент «Хлорелла» по изучению развития простейших водорослей в условиях космического полёта, эксперимент «Морава» по изучению роста кристаллов в невесомости, изучение оптических характеристик атмосферы наблюдением за яркостью звёзд на границе ночного горизонта, фото- и кино-съёмка поверхности Земли. В программу медицинских исследований в условиях невесомости были включены эксперименты «Кислород» по изучению кислородного режима в человеческих тканях и «Теплообмен-2» по теплообмену организма с окружающей средой. |                                                  |
| 2                                                | 27-06-1978                                       |                                                  | Мирослав Гермашевский                            | Зенон Янковский                                  | Польша (ПНР)                                     | Союз-30                                          | Экспедиция посещения станции «Салют-6». Командир экипажа — П. И. Климук. Стыковка со станцией 28-06-1978, возвращение на Землю 05-07-1978. Эксперимент «Сирена» по кристаллизации сложных полупроводниковых соединений, эксперимент «Земля» по дистанционному изучению Земли с помощью мультиспектральной камеры МКФ-6М. В программу медицинских исследований были включены эксперимент «Кислород», эксперименты «Кардиолидер» и «Кардиолидер-Спринт» по изучению работы сердечно-сосудистой системы в условиях гидростатического давления и при физических нагрузках, «Вкус» по исследованию изменений вкусовых ощущений в космическом полёте и «Досуг» по влиянию специально разработанных и подобранных с учетом национальной специфики, но интересных и другим членам экипажа телепрограмм на работоспособность космонавтов. |                                                  |
| 3                                                | 26-08-1978                                       |                                                  | Зигмунд Йен                                      | Эберхард Кёлльнер                                | ГДР                                              | Союз-31 (старт), Союз-29 (посадка)               | Экспедиция посещения станции «Салют-6». Командир экипажа — В. Ф. Быковский. Стыковка со станцией 27-08-1978, возвращение на Землю 03-09-1978. Незапланированный эксперимент по наблюдению и фотографированию уникальных облачных образований над Антарктидой. Серия экспериментов по объёмной кристаллизации полупроводников и получению плёночных структур, плавке оптического стекла и кристаллизации материалов выделением из газовой среды. Биологические эксперименты по изучению культур живых тканей, роста микроорганизмов и метаболизму бактерий в невесомости. Эксперимент «Поляризация» по изучению поляризации рассеянного атмосферой и отраженного Землёй солнечного света. Эксперимент «Полярное сияние» по наблюдению свечения верхней атмосферы в приполярных областях. Эксперимент «Биосфера» по наблюдению и съёмке различных областей Земли с регистрацией антропогенных загрязнений морей и атмосферы. Эксперимент «Радуга-М» — продолжение эксперимента «Радуга» по спектрозональной съёмке Земли камерой МКФ-6М. В программу медицинских исследований были включены эксперименты «Время», в котором определялось скорость реакции и чувство времени космонавтов, «Аудио» для изучения влияния космического полёта на слух и определения зон с повышенным шумом в отсеках станции и другие. |                                                  |
| 4                                                | 10-04-1979                                       |                                                  | Георгий Иванов                                   | Александр Александров                            | Болгария (НРБ)                                   | Союз-33                                          | Экспедиция посещения станции «Салют-6». Командир экипажа — Н. Н. Рукавишников. Стыковка со станцией не состоялась из-за отказа двигательной установки КА «Союз-33», сход с орбиты осуществлялся с помощью резерной двигательной установки в ручном режиме. Возвращение на Землю 12-04-1979. Запланированные советско-болгарские космические эксперименты в области медицины, биологии, материаловедения, гео- и астрофизики, в том числе с использованием произведенной в НРБ аппаратуры, были осуществлены основным экипажем станции в составе В. А. Ляхова и В. В. Рюмина. |                                                  |
| 5                                                | 26-05-1980                                       |                                                  | Берталан Фаркаш                                  | Бела Мадьяри                                     | Венгрия (ВНР)                                    | Союз-36 (старт), Союз-35 (посадка)               | Экспедиция посещения станции «Салют-6». Командир экипажа — В. Н. Кубасов. Стыковка со станцией 27-05-1980, возвращение на Землю 03-06-1980. Исследование распределения микропримесей в атмосфере орбитальной станции. Эксперименты «Деформация» и «Иллюминатор» по оценке состояния станции. Эксперимент «Доза» по определению доз радиации, получаемых за время работы в отсеках станции и сравнение различных методов и инструментов дозиметрического контроля. Опыты в условиях невесомости над сплавами алюминий-медь и по получению монокристаллов арсенида галлия. Эксперименты «Биосфера» по исследование природных ресурсов и окружающей среды, наблюдения над выделенными полигонами в Венгрии, увязанные с аналогичными авиационными исследованиями. В экспериментах «Заря», «Рефракция», «Атмосфера» и «Терминатор» изучались оптические свойства разных областей атмосферы. В программе медицинских исследований — cерия экспериментов «Интерферон» по исследованию выработки организмом человека интерферона в невесомости, повторы экспериментов «Кислород», «Вкус», «Досуг», эксперимент «Работоспособность», в котором оценивалось влияние условий космического полёта на навыки и на умственную работоспособность космонавтов, эксперимент «Пневматик», в котором для создания привычных земных ощущений с помощью пневматического устройства затруднялся ход крови в верхнюю часть тела. |                                                  |
| 6                                                | 23-07-1980                                       |                                                  | Фам Туан                                         | Буй Тхань Льем                                   | Вьетнам (СРВ)                                    | Союз-37 (старт), Союз-36 (посадка)               | Экспедиция посещения станции «Салют-6». Командир экипажа — В. В. Горбатко. Стыковка со станцией 24-07-1980, возвращение на Землю 31-07-1980. Биологический эксперимент «Азола» по изучению развития в условиях невесомости высшего растения — вьетнамского водного папоротника азола и простейшей экосистемы, образуемой азолой и азотофиксирующей водорослью анабена. Эксперимент «Биосфера-В» по съёмке Земли с помощью камер МКФ-6М, КАТЭ-140 и других средств в целях экологического мониторинга и картографирования территории Вьетнама. Эксперименты «Имитатор» для определения температурного профиля используемой в экспериментах по материаловедению установки «Кристалл», эксперименты «Халонг» по выращиванию полупроводниковых монокристаллов. Эксперименты «Экватор», «Полюс», «Эмиссия», «Свечение» по изучению ионосферы и собственного свечения атмосферы в различных областях. Продолжение экспериментов «Поляризация», «Терминатор» и «Атмосфера», эксперимент «Контраст», в котором изучалось изменение светопропускающих свойств атмосферы в районах крупных загрязнений. Продолжение эксперимента «Иллюминатор» по оценке состояния и светопропускания иллюминаторов станции. В программу медицинских исследований были включены измерение параметров дыхания и жизненной емкости легких, серия экспериментов «Кровообращение» с использованием аппаратуры «Пневматик», биохимический эксперимент «Обмен веществ», повторение эксперимента «Теплообмен» и других.                                       |                                                  |
| 7                                                | 18-09-1980                                       |                                                  | Арнальдо Тамайо Мендес                           | Хосе Армандо Лопес Фалькон                       | Куба                                             | Союз-38                                          | Экспедиция посещения станции «Салют-6». Командир экипажа — Ю. В. Романенко. Стыковка со станцией 19-09-1980, возвращение на Землю 26-09-1980. Эксперименты «Зона» и «Сахар» по зонной плавке монокристаллов сахара и кристаллизации раствора сахарозы и эксперименты «Карибэ» по выращиванию монокристалла германия, легированного индием и тонких плёнок из легированного алюминием арсенида галлия. Серия экспериментов «Биосфера-К», «Антилас» и «Тропико-3» по изучению природных ресурсов, геологического строения и морской акватории Кубы, картографированию кубинских сельскохозяйственных угодий. Биологические эксперименты «Мультипликатор» и «Атуэй» по изучению влияния невесомости на рост и внутриклеточные процессы штаммов дрожжей. Продолжение экспериментов «Заря», «Контраст», «Терминатор», «Атмосфера», «Иллюминатор». По программе медицинских исследований продолжались программы «Досуг» и «Кровообращение», в эксперименте «Суппорт» проверялись созданные кубинскими специалистами супинаторы для предупреждения изменения опорных свойств стопы в невесомости. В экспериментах «Кортекс», «Восприятие» и «Координация» исследовалось состояние центральной нервной системы и психомоторная деятельность в период адаптации к невесомости. |                                                  |
| 8                                                | 22-03-1981                                       |                                                  | Жугдэрдэмидийн Гуррагча                          | Майдаржавын Ганзориг                             | Монголия (МНР)                                   | Союз-39                                          | Экспедиция посещения станции «Салют-6». Командир экипажа — В. А. Джанибеков. Стыковка со станцией 23-03-1981, возвращение на Землю 30-03-1981. Эксперимент «Излучение» по регистрации заряда и энергии тяжелых атомных ядер космических лучей с помощью многослойных диэлектрических детекторов по методике, разработанной в ОИЯИ. Продолжение геофизических экспериментов «Атмосфера», «Заря», «Терминатор», «Контраст», «Иллюминатор», «Поляризация» и других. Эксперименты по дистанционному зондированию Земли «Солонго», «Эрдэм» и «Биосфера-Мон» по изучению спектральных отражательных характеристик объектов, геологического строения территорий, описанию природных ландшафтов, инвентаризации пастбищ и угодий на территории Монголии. Изучение процессов диффузии и массопереноса в расплаве металлов и в растворе солей для разработки технологий получения особо чистых материалов. По программе медицинских исследований проводились эксперименты «Время», «Кровообращение», «Восприятие», «Досуг», исследования биоритмов космонавтов, эксперимент «Нептун» по изучению глубинного зрения и разрешающей способности глаз. В предложенном монгольскими медиками эксперименте «Чацаргана» изучалось влияние пищевой добавки из облепихи и молока на липидный и витаминный обмен. |                                                  |
| 9                                                | 14-05-1981                                       |                                                  | Думитру Прунариу                                 | Думитру Дедиу                                    | Румыния (СРР)                                    | Союз-40                                          | Экспедиция посещения станции «Салют-6». Командир экипажа — Л. И. Попов. Стыковка со станцией 15-05-1981, возвращение на Землю 22-05-1981. Эксперимент «Капилляр» — первый космический эксперимент по получению монокристаллов заданного профиля, с равномерным распределением примесей, с использованием капиллярных сил. Эксперимент «Нановесы» по изучению сублимации материалов в вакууме. Серия экспериментов «Астро» по регистрации тяжелых ионов и атомных ядер в космических лучах. Продолжение эксперимента «Доза» по измерению полученных доз космической радиации. Биологический эксперимент «Бинан» по изучению развития в условиях невесомости микрогрибов (микромицетов). В программу медицинских исследований входили эксперименты «Интерферон», «Досуг», «Пневматик», «Работоспособность», «Нептун», эксперимент «Информация», посвященный особенностям принятия решений и самоконтроля в период адаптации к невесомости. В экспериментах «Баллисто» и «Рео» изучалась сердечно-сосудистая деятельность космонавтов с помощью баллистограмм и работа системы кровообращения, в эксперименте «Воротник» проверялась методика предотвращения расстройств вестибулярного аппарата в невесомости. |                                                  |
| 1982—1988 годы                                   |                                                  |                                                  |                                                  |                                                  |                                                  |                                                  | |                                                  |
| 10                                               | 24-06-1982                                       |                                                  | Жан-Лу Кретьен                                   | Патрик Бодри                                     | Франция                                          | Союз Т-6                                         | Экспедиция посещения станции «Салют-7». Командир экипажа — В. А. Джанибеков, бортинженер — А. С. Иванчеков. Стыковка со станцией 25-06-1982, возвращение на Землю 02-07-1982. Эксперименты «Калибровка» и «Ускорение» по получению данных о характеристиках новой нагревательной печи, предназначенной для исследований в области материаловедения, и определения абсолютной величины ускорения, действующего в месте её установки. Эксперименты по изучению диффузии из расплава в твёрдое тело и созданию металлических композиционных материалов, которые не могут быть получены в земных условиях. Биологические эксперименты «Цитос-2» по изучению поведения микроорганизмов в космическом полёте и воздействию на них антибиотиков и «Биоблок-3» по воздействию космического излучения на семена растений. Астрофизические и геофизические эксперименты «Пирамиг» по исследованию с помощью высокочувствительного детектора инфракрасного излучения Земли, межпланетной и межзвёздной среды и внегалактических источников и «ПСН» по цветной съёмке полярных сияний, зодиакального света, пылевых образований в межпланетном пространстве и атмосфере. В обширную программу медицинских исследований входили эксперименты по нормализации кровообращения с помощью пневматических браслетов, эксперименты «Поза» по изучению координации движений и биоэлектрической активности мышц, «Эхография» по изучению сердечно-сосудистой системы, эксперименты «Нептун» и «Марс» по изучению зрительного восприятия и другие. |                                                  |
| 11                                               | 03-04-1984                                       |                                                  | Ракеш Шарма                                      | Равиш Мальхотра                                  | Индия                                            | Союз Т-11 (старт), Союз Т-10 (посадка)           | Экспедиция посещения станции «Салют-7». Командир экипажа — Ю. В. Малышев, бортинженер — Г. М. Стрекалов. Стыковка со станцией 04-04-1984, возвращение на Землю 11-04-1984. Эксперимент «Терра» по фотографированию территории Индии камерами МКФ-6М, КАТЭ-140 и переносными, с одновременным проведением аэрофотосъёмки контрольных участков и наземными наблюдениями. Эксперименты по получению материалов с особыми свойствами из переохлаждённых расплавов и по напылению металлических покрытий в космосе. В программу медицинских исследований входили продолжение эксперимента «Баллисто», эксперименты «Оптокинез» по изучению состояние глазодвигательной и вестибулярной функций при адаптации к невесомости, «Профилактика» и «Йога» по проверке методов снижения неблагоприятного влияния невесомости, в том числе во время йогических упражений, «Вектор» по изучению биоэлектрической активности сердца и другие. |                                                  |
| 12                                               | 22-07-1987                                       |                                                  | Мухаммед Ахмед Фарис                             | Мунир Хабиб Хабиб                                | Сирия                                            | Союз ТМ-3 (старт), Союз ТМ-2 (посадка)           | Экспедиция посещения станции «Мир». Командир экипажа — А. С. Викторенко. Стыковка со станцией 24-07-1987, бортинженер А. П. Александров. Возвращение на Землю 30-07-1987, бортинженер А. И. Лавейкин. Эксперимент «Поляризация» по изучению рассеянного земной атмосферой света. Эксперимент «Босра» по изучение верхних слоёв атмосферы и ионосферы с помощью интерферометра. Эксперимент «Евфрат» — проведение съемок и наблюдений территории Сирии. Эксперименты по материаловедению «Афамия» — получение полупроводниковых кристаллов антимонида галлия, «Касьюн» — получение и изучение эвтектических сплавов, «Пальмира» — изучение структур, возникающих при срастании монокристаллов. Биотехнологический эксперимент «Ручей» по очистке лекарственных препаратов методом электрофореза. Медицинские исследования «Баллисто», «Адаптация», «Кардиография», «Кровообращение», эксперименты «Контраст» по изучению факторов, влияющих на зрение в полёте, «Спорт» по наблюдению за работой сердечно-сосудистой системы в условиях физических нагрузок и другие. При возвращении на Землю была произведена частичная замена экипажа, вместе с А. С. Викторенко и М. Фарисом вернулся бортинженер основной экспедиции А. И. Лавейкин, у которого были обнаружены отклонения в сердечно-сосудистой деятельности. |                                                  |
| 13                                               | 07-06-1988                                       |                                                  | Александр Александров                            | Красимир Стоянов                                 | Болгария (НРБ)                                   | Союз ТМ-5 (старт), Союз ТМ-4 (посадка)           | Экспедиция посещения станции «Мир». Командир экипажа — А. Я. Соловьёв, бортинженер В. П. Савиных. Стыковка со станцией 09-06-1988, возвращение на Землю 17-06-1988. Фотометрические наблюдения звезд, галактик и туманностей с помощью аппаратуры «Рожен» и фотометра «Терма». Изучение процессов в ионосфере и верхней атмосфере с помощью электронного спектрофотометра «Паралакс-Загорка». Эксперименты в области космического материаловедения «Климент-Рубидий» по получению материалов с высокой ионной проводимостью, «Структура» по получению и изучению сплава алюминий-медь с примесью железа, «ВОАЛ» по получению композиционного материала вольфрам-алюминий. Эксперименты «Георесурс» по фотосъёмке и спектрометрированию территории НРБ, Черного моря и других районов с помощью камеры КАТЭ-140, ручных камер и болгарской аппаратуры «Спектр-256». Ежедневно проводилась оценка радиационной обстановки по трассе полёта и в отсеках орбитального комплекса. Медицинские эксперименты по адаптации к условиям космического полёта, эксперимент «Досуг», серия экспериментов «Потенциал» по изучению опорно-двигательной системы, эксперимент «Прогноз» по оценке операторской деятельности, эксперимент «Сон» по электрофизической оценке качества сна. |                                                  |
| 14                                               | 29-08-1988                                       |                                                  | Абдул Ахад Моманд                                | Мохаммад Дауран-Гулам Масум                      | Афганистан (ДРА)                                 | Союз ТМ-6 (старт), Союз ТМ-5 (посадка)           | Экспедиция посещения станции «Мир». Командир экипажа — В. А. Ляхов, врач-космонавт В. В. Поляков. Стыковка со станцией 31-08-1988, возвращение на Землю 07-09-1988 с экипажем в составе В. А. Ляхова и А. А. Моманда. В. В. Поляков остался на станции для наблюдения за В. Г. Титовым и М. Х. Манаровым в последние месяцы их рекордного по длительности полёта Наблюдения и съёмки Афганистана с помощью аппарата КАТЭ-140, ручных камер, спектрометров МКС-М и «Спектр-256». Исследования верхней атмосферы, эксперименты по внеатмосферной астрономии с использованием аппаратуры модуля «Квант». Биологические эксперименты по изучению развития высших растений, по очистке лекарственных веществ электрофорезом и выращиванию монокристаллов белковых препаратов. Медицинские исследования включали определение работоспособности и оценку психофизиологических реакций, изучение опорно-двигательной системы и взаимодействия вестибулярного аппарата и зрительной системы. Продолжено исследование качества сна с помощью болгарской аппаратуры. При спуске произошёл сбой системы ориентации, вернуть корабль на Землю удалось только после нескольких попыток схода с орбиты, на сутки позже запланированного. |                                                  |

### Комментарии
1. ↑  КАТЭ-140 — топографический фотоаппарат, применявшийся на станциях «Салют» и «Мир»[17].
2. ↑  «Азола» — так в источниках.
3. ↑  Баллистокардиография — регистрация движений тела человека, обусловленных сердечными сокращениями и движением крови по крупным сосудам[30].